# Наративна психология
Наративна психология е гледната точка или позиция в психологията, без да е нейно подполе, която се занимава и се отнася до „историйната природа на човешкото поведение“ (Теодор Сарбин, 1986) или с други думи как хората се справят с опита, конструирайки истории и слушайки историите на други. Самата идея е, че човешката активност и опит са запълнени със значения и истории, много повече отколкото с логически аргументи или основателни формулировки, тези истории са „двигателят, чрез който значението е комуникирано“; подобна дихотомия може да бъде намерена при Джеръм Брунър (1990) като разграничението е между „прагматичното“ и „описателното“ като форми на мисълта; в това негово разбиране те са едновременно фундаментални, но не могат да бъдат сведени или да се редуцират една към друга.
Според Сарбин (1986) „наративът“ е основната, коренната метафора за психологията и тя трябва да замести механичните и органични метафори, които много голяма степен са оформили и доминират теорията и изследванията в дисциплината през 20 век.